# Bernd Brexendorf

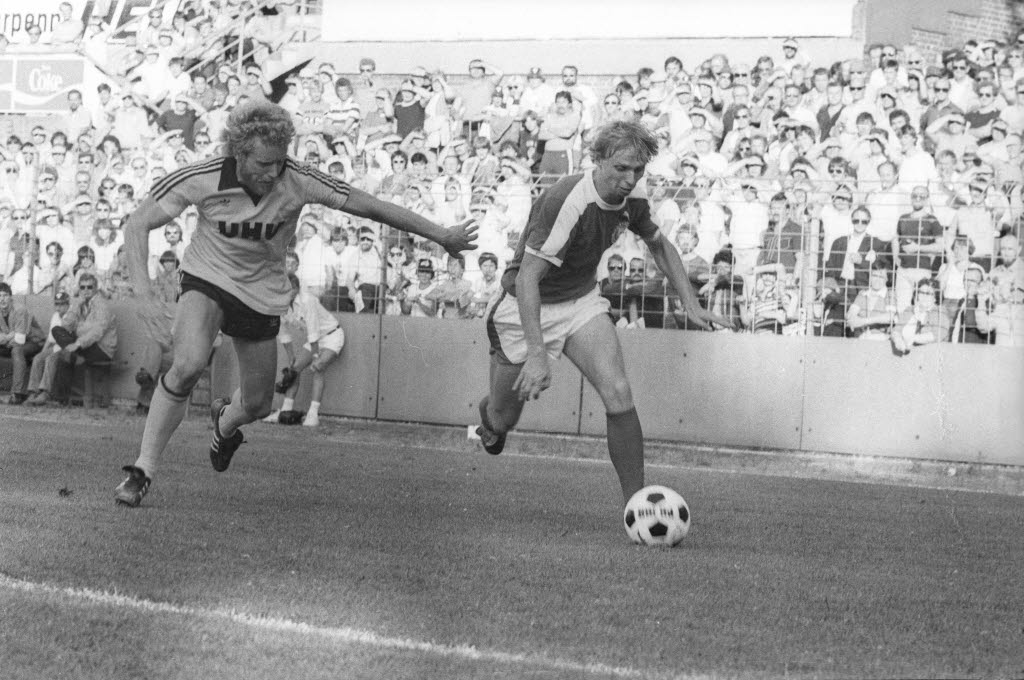
Freundschaftsspiel im Kieler Holsteinstadion: Bernd Brexendorf (re.) im Laufduell mit Werner Schneider (1980)

Bernd Brexendorf (* 21. Oktober 1954 in Bremerhaven) ist ein ehemaliger deutscher Fußballspieler, -trainer und heutiger Arzt.

## Leben
Der Mittelfeldspieler Brexendorf stand schon als 18-Jähriger im Kader von Werder Bremen. Am 8. September 1973 gab er sein Debüt in der Bundesliga. Im Heimspiel gegen Borussia Mönchengladbach wurde er in der 80. Minute beim Spielstand von 2:2 eingewechselt, konnte jedoch nicht verhindern, dass Bremen durch ein Tor von Jupp Heynckes kurz vor Schluss noch verlor. In seiner ersten Saison in Bremen kam er auf fünf weitere Bundesligaeinsätze, jedoch durfte er nur in einem Spiel (in Köln) über die vollen 90 Minuten gehen. Ähnlich erging es ihm in der zweiten Spielzeit bei Werder: vier Ein- und Auswechslungen, ein Spiel (in Bochum) über 90 Minuten.
1977/78 spielte er beim OSC Bremerhaven und die Saison darauf bei Westfalia Herne, ehe er – nach zwei weiteren Spielzeiten in der Zweiten Liga Nord – bei der KSV Holstein seine Laufbahn als Fußballprofi nach elf Erst- und 140 Zweitligaspielen (24 Tore) beendete und sich auf seine medizinische Laufbahn konzentrierte. Ab Frühling 1983 spielte er noch beim Hamburger Verbandsligisten Hummelsbütteler SV. Seine Approbation als Mediziner erfolgte 1986 und 1993 erfolgte die Anerkennung als Facharzt für Orthopädie und Spezialist für Chirotherapie, Osteopathie und Sportmedizin. Daneben erwarb er die B-Trainerlizenz des DFB und wurde 1986 für zwei Jahre Spielertrainer des VfB Kiel; 1992 bis 1994 war er Trainer der KSV Holstein. Ab 1994 arbeitete er in einer Gemeinschaftspraxis in Kiel-Wellingdorf, wo Bundesligafußballer und Handballspieler des THW Kiel zu seinen Patienten gehörten. 1999 bis 2001 war er daneben noch einmal als Trainer beim TSV Altenholz tätig und Belegarzt der Ostseeklinik Damp.
Zur Saison 2007/08 verpflichtete der FC Schalke 04 Brexendorf als Nachfolger des nach neun Jahren ausgeschiedenen Mannschaftsarztes Thorsten Rarreck. 2009 beendete er das Engagement, um eine Stelle als Chefarzt in Hamburg anzunehmen. Nebenher spielt er gelegentlich in der Traditionsmannschaft des OSC Bremerhaven. Von Juni 2012 bis Ende 2014 fungierte Brexendorf als Mannschaftsarzt des Fußball-Bundesligisten Hannover 96.